# سرطان كماني بنمي
سرطان كماني بنمي (الاسم العلمي: Uca panamensis) هو نوع من الحيوانات يتبع جنس السرطان الكماني من فصيلة السرطانات الشبحية.